# Liesganigstein (Wiener Neustadt)

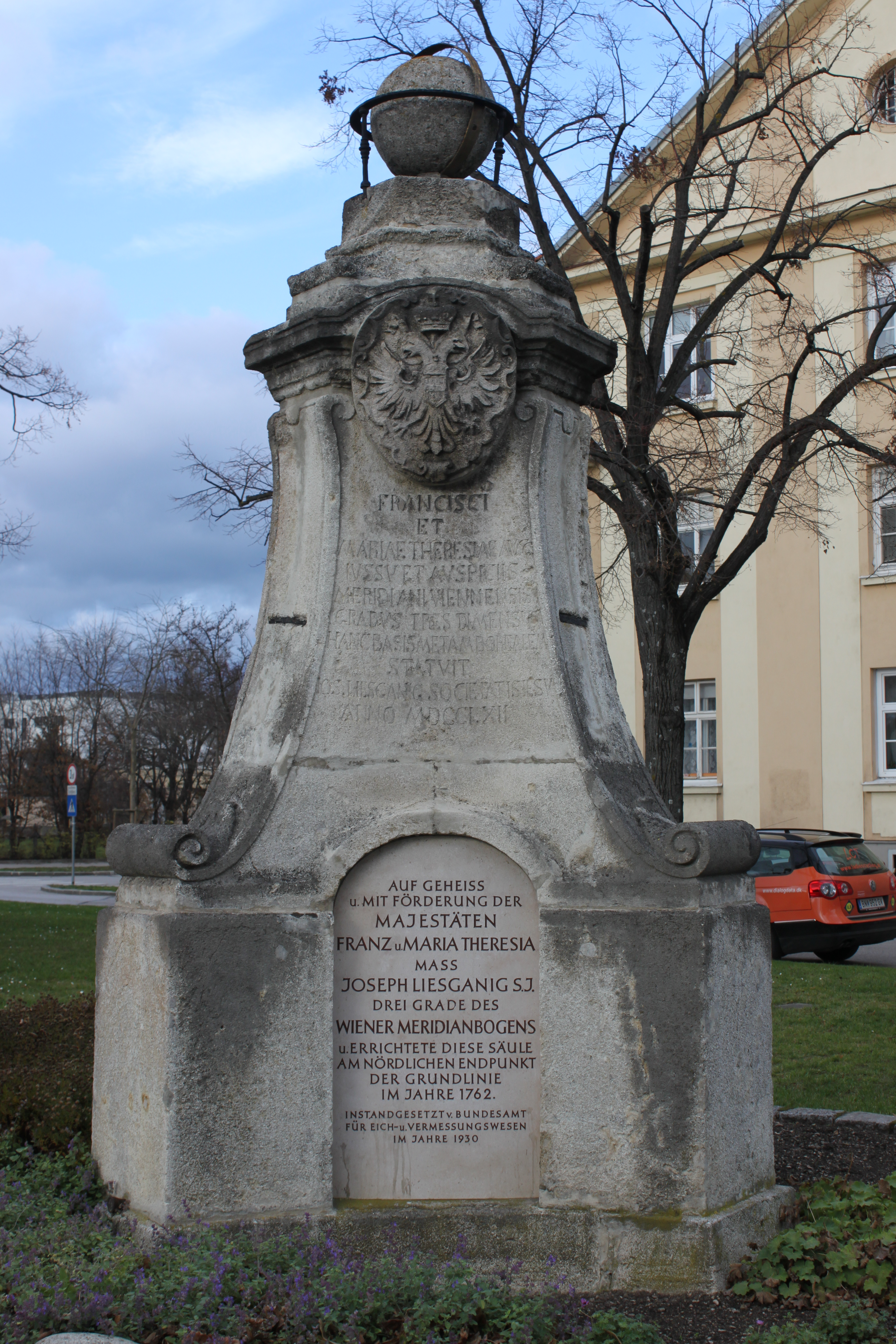
Liesganigstein

Der Liesganigstein ist ein Denkmal in Wiener Neustadt (Niederösterreich) in der Neunkirchner Straße gegenüber dem Haus 55 bei der Einmündung der Kammanngasse in einer Grünanlage. Der Stein erinnert an die Erarbeitung der Wiener Neustädter Grundlinie, einer geodätischen Basislinie der ersten österreichischen Landesvermessung von 1762 durch Joseph Liesganig.

## Beschreibung
Der Liesganigstein als volutenartig anlaufende dreiseitige Pyramidenstumpf wird von einem Globus gekrönt und trägt Inschriften, Tafeln und ein Medaillon mit dem habsburgischen Doppeladler. Zur Errichtung wird die Jahreszahl 1762 genannt, Renovierungen waren 1930 und 1954, wobei 1954 eine Verlegung auf die andere Straßenseite in eine Grünanlage erfolgte.
Im Jahre 1967 wurde ein Abbild der Säule von Wiener Neustadt auf einer Sondermarke der Post dargestellt, und zwar anlässlich 150 Jahre Grundkataster in Österreich.